# Sulla strada
Sulla strada (titolo originale: On the Road) è un romanzo autobiografico, scritto nel 1951, dello scrittore statunitense Jack Kerouac, basato su una serie di viaggi in automobile attraverso gli Stati Uniti d'America, in parte con il suo amico Neal Cassady e in parte in autostop.
(Jack Kerouac, On the Road, p. 17)
Pubblicato per la prima volta il 5 settembre 1957, il libro divenne in seguito un testo di riferimento, quasi un manifesto, a ispirazione della cosiddetta Beat Generation.  In una recensione sul New York Times Gilbert Millstein intuisce che Sulla strada sarebbe stato per la Beat Generation quello che Fiesta di Hemingway era stato per la Lost Generation: il manifesto di un'intera epoca. Il romanzo è stato inserito dal critico Richard Lacayo, nei migliori 100 romanzi del secolo XX e ha venduto 3 milioni di copie. Il critico John Leland sostiene, a volte in modo ironico, che si tratta di un libro pieno di lezioni su come crescere.
È stata pubblicata in italiano la versione non censurata di On the Road, quella scritta sul "rotolo". In tale versione sono presenti paragrafi tagliati nell'edizione del 1957 e i nomi dei personaggi sono quelli reali.
Kerouac volle trarre un film dal romanzo e propose a Marlon Brando di lavorare assieme, ma non se ne fece nulla.
Il regista brasiliano Walter Salles ne ha tratto l'omonimo adattamento cinematografico uscito nel 2012 (le riprese sono iniziate il 4 agosto 2010).

## Trama
Il romanzo, costruito in cinque parti e scritto sotto forma di episodi, è ambientato alla fine degli anni quaranta e descrive i giovani del movimento culturale della Beat Generation, in viaggio su tutto il vasto territorio statunitense.

Sal Paradise, pseudonimo di Jack Kerouac, è il protagonista e narratore di una serie di viaggi in autostop, in auto e in autobus, della famosa società Greyhound. Sal è uno studente cresciuto nell'Est che ha aspirazioni letterarie e conosce Dean Moriarty a New York.
Nella 1ª parte si parla del viaggio in autostop e in autobus da New York a Chicago, a Denver, a San Francisco, a Sabinal (oggi Selma), a Pittsburg, a New York e di nuovo a Paterson, dal luglio 1947 alla fine di ottobre dello stesso anno.
Tra i giovani beat vi è Dean Moriarty, pseudonimo di Neal Cassady, che abita a Denver, nell'Ovest, uscito da un riformatorio e il cui stile di vita è in netto contrasto con la concezione borghese della necessità di avere una fissa dimora, un lavoro, un buon grado di responsabilità. Dean, come i suoi compagni, ha solo interesse per una vita intensa, fatta di innumerevoli esperienze e desidera conoscere l'immensità del continente nordamericano, il brivido del sesso, della musica jazz, delle accese discussioni con gli amici, sotto l'effetto dell'alcool e della benzedrina.
Nella parte 2° si parla della storia dei viaggi di Sal e Dean, dal Natale 1948 a febbraio 1949.
La 3ª parte descrive il soggiorno di Sal a Denver, nel 1949 e il viaggio da San Francisco a Denver, a Chicago e a New York insieme a Dean.
Sal profondamente attirato e influenzato dallo stile di vita dell'amico, quando egli ritorna nell'Ovest decide di raggiungerlo:
(Jack Kerouac, Sulla Strada, pg.13)
e, dopo un lungo viaggio in automobile, finalmente lo ritrova a Denver nel Colorado e con lui conduce, per circa due anni, una vita da nomade. Sal si rende conto con il passare del tempo che l'inquietudine dell'amico, che lo porta a sperimentare tutto ciò che può esserci di nuovo e proibito, è dovuta alla sua incapacità ad adattarsi alla società.
Sal, dopo ogni viaggio, si sente sempre peggio e desidera ricominciare da capo, avere un luogo fisso e un lavoro che abbia senso. Ritorna quindi a New York e riprende a frequentare l'università e a condurre una vita normale ma dopo aver rivisto Dean, che invece dopo ogni tentativo di fermarsi riprende a viaggiare, decide di ripartire:
(Jack Kerouac, On the Road, pg.124)
La 4ª parte parla dell'incontro fra Sal a Dean a New York, nell'estate del 1950, il viaggio di Sal fino a Denver, il viaggio con Dean in Messico, dove avviene la rottura fra Sal e Dean.
La 5ª parte parla dell'ultimo viaggio da Città del Messico verso New York di Sal, nell'autunno 1950, dell'incontro a Manhattan di Sal con Laura, pseudonimo di Joan Haverty, che diventò la seconda moglie di Kerouac. Dell'ultimo desolato incontro con Dean:
(Jack Kerouac, On the Road, pg.300)

## L'opera
Jack Kerouac scrisse il libro all'età di 29 anni, dal 2 al 22 aprile 1951, in tre settimane, con l'aiuto di solo caffè e senza benzedrina, come scrisse in un diario, come qualcuno dubita, nella propria casa, a Ozone Park, nei sobborghi del Queens, New York, sulla base di una serie di appunti raccolti al tempo dei viaggi. Fu dattiloscritto su un rotolo di carta per telescrivente o da tappezzeria, lungo 36 metri e senza divisione in paragrafi, che gli fu regalata. Il "rotolo" fu aggiudicato in asta nel 2001 per un prezzo superiore ai due milioni di dollari.
Rifiutato da diverse case editrici, fu letto da Malcolm Cowley, il quale ottenne dall'autore la revisione di diversi passaggi e la sostituzione dei nomi reali con nomi di fantasia e ne raccomandò la pubblicazione presso la Viking Press nel 1957. Il libro, che ottenne un immediato successo, narra in soggettiva il viaggio di uno scrittore. Nel racconto Kerouac è Sal Paradise e il suo coprotagonista Dean Moriarty raffigura l'amico Neal Cassady. Sal e Dean incrociano nel loro vagare numerosi altri personaggi reali, da Allen Ginsberg (Carlo Marx) a William S. Burroughs (Old Bull Lee), dalla madre dell'autore, indicata come una zia, a Herbert Huncke, che diventa Elmer Hassel.
Nel romanzo si sente l'influsso della tradizione letteraria americana da Thoreau a Whitman, da Wolfe a Henry Miller, diventa mitico il viaggio in automobile, il misticismo, l'alcol, la droga, la sensazione panica del sentirsi immersi nei grandi spazi, la confessione scritta dei propri sentimenti e del proprio modo d'essere. Il mito nasce alla fine anni '50, quando le conseguenze della politica neomaterialista di Dwight D. Eisenhower e del neofascismo velleitario e arrogante di Joseph McCarthy, della guerra di Corea, della guerra fredda, avevano portato a considerare la società americana come l'unica e migliore possibile che potesse essere vissuta al mondo. Nelle pagine del libro Sulla strada si legge la disillusione su base religiosa di un militarismo neofascista, della guerra fredda, di un materialismo consumistico e laicista, quindi irreligioso, come tipico frutto del capitalismo estremo e della alienante catena di montaggio e del conformismo ideologico (disillusioned by the militarism, materialism, conformity), che trova nel postmaterialismo la sua più attuale (2012) espressione. Kerouac, anticomunista convinto, divenne una delle voci principali contro la guerra fredda (Kerouac's became one of the leading voices of that Cold War).
Nel romanzo si trova la ricerca di una riappropriazione dei grandi spazi americani, da costa a costa, del West, della frontiera, quel mitico viaggio che era stato dei pionieri, un voler riandare alle radici dell'essenza della società americana, agli incessanti viaggi portati dalla recente crisi del 1929 e del fenomeno degli "hobos", alla ricerca di una vera identità più umana, di quella proposta da un fasullo modello consumistico, fatta soltanto di debiti e rate da pagare a fine mese.
In Sulla strada Kerouac registra quello che vede, il paesaggio, la natura e la gente americani, registra quello che dice la gente che lui incontra sulla strada americana della fine degli anni '40. Noi leggiamo la desolazione, l'alienazione del sottoproletariato americano, registrato da Kerouac non perché sia rivoluzionario, o perché voglia portare alla luce un problema, anzi, quando Kerouac critica questa realtà, lo fa da un punto di vista conservatore ma perché la desolazione e l'alienazione è la realtà di una certa società americana di quegli anni, di quelli che si sentivano ricchi perché trasportavano un carico di letame. Kerouac registra queste realtà quasi ingenuamente, le trasforma in un libro per fare i soldi e poter vivere e far vivere bene la propria madre. Kerouac quando scrive i suoi appunti di viaggio non ha in mente nessuna rivoluzione beat. All'epoca, questo libro non lo vuole pubblicare nessuno e passano circa 6 anni, prima che venga pubblicato. La critica lo trova mediocre, noioso, ripetitivo, con qualche pagina di giovanile entusiasmo; la Columbia History of American Letterature, che pure è un testo radicale e anticonformista, che dedica 10 righe ad Allen Ginsberg, non gli dedica neanche una riga.
Kerouac registra quel che sente lui e il suo amico Neal Cassady, le loro emozioni: tanto entusiastica è la partenza verso qualche luogo, tanto vuota deludente è la permanenza nel luogo di arrivo. Allora si programma un nuovo viaggio pieno di promesse, che vengono deluse dalla sensazione di vuoto che si va a sperimentare. All'euforia del progetto, corrisponde la depressione della sua realizzazione. Questo è un punto nodale ed è tanto più importante, quando questo ciclo diventa metafora, passando da un piano personale ad un piano universale. Dalla piccola e ingenua visione di sé e di quello che lo circonda, leggendo Kerouac, il lettore passa a riflettere sul progetto statunitense della felicità e della ricchezza per tutti, chiamato dalla propaganda dell'epoca American way of life, che è rimasto un sogno americano. Neanche i beatnik sono riusciti a trovare una soluzione a questa impasse. Solo le comunità hippy hanno tentato delle soluzioni alternative. Kerouac aveva perso il fratello maggiore all'età di 4 anni, pensava di avere trovato in Neal Cassady un amico che compensasse questa mancanza ma non lo trovò.
Dunque Kerouac registra un'esperienza che partendo dalla descrizione di uno spazio vuoto esteriore, rivela un desolato vuoto interiore, e i lettori che attraverso la lettura, vivono questo vuoto, trasformano quest'esperienza singolare in un'esperienza di vuoto universale (emptiness they saw all around them). A questo punto Sulla strada non è più un libro che per metafora parla della società americana andata a rotoli, o di tutte le società del mondo che funzionano male ma è l'individuo che ha un problema. Kerouac non ha nessuna genialità nell'esprimere tutto questo, è la natura umana che funziona così, però la genialità di Kerouac consiste nell'esplicitare, mettendola a disposizione dei suoi lettori, l'angoscia del vuoto esistenziale.
Kerouac adatta il linguaggio allo stile di vita dei suoi personaggi utilizzando nei discorsi diretti il loro gergo. Una rottura dei valori americani dell'epoca, anche sul piano stilistico, che segue un ritmo musicale, il ritmo del Bebop, apprezzabile solo leggendo il testo originale, ed era in modo caratteristico privo di ritorni a capo, con poca punteggiatura e ripetitivo. Stile definito da Kerouac stesso "prosa spontanea", come dirà in The Essentials of Spontaneous Prose.

## I personaggi
I personaggi del romanzo corrispondono a figure realmente esistite. L'elenco che segue comprende le attribuzioni più comunemente acconsentite.
| Sal Paradise                     | Jack Kerouac                          |
| Dean Moriarty                    | Neal Cassady                          |
| Chad King                        | Haldon "Hal" Chase                    |
| Carlo Marx                       | Allen Ginsberg                        |
| Marylou                          | LuAnne Henderson                      |
| Tim Gray                         | Ed White                              |
| Ed Wall                          | Ed Uhl                                |
| La Zia                           | Gabrielle Kerouac (madre dell'autore) |
| Old Bull Lee                     | William S. Burroughs                  |
| Elmer Hassel                     | Herbert Huncke                        |
| Jane Lee                         | Joan Vollmer Adams Burroughs          |
| Tommy Snark                      | Jim Holmes                            |
| Roy Johnson                      | Bill Tomson                           |
| Ed Dunkel                        | Al Hinkle                             |
| Rocco                            | Paul Blake (cognato dell'autore)      |
| Remi Boncœur                     | Henri Cru                             |
| Lee Ann                          | Dianne Orin                           |
| Ray Rawlins                      | Bob Burford                           |
| Babe Rawlins                     | Beverly Burford                       |
| Mary Bettencourt                 | Ruth Gullion                          |
| Rita Bettencourt                 | Helen Gullion                         |
| Roland Major                     | Allan Temko                           |
| William Holmes “Big Slim” Hazard | William Holmes “Big Slim” Hubbard     |
| Betty Gray                       | Joanie White (sorella di Ed White)    |
| Camille                          | Carolyn Cassady (nata Robinson)       |
| Denver D. Doll                   | Justin Brierly                        |
| Old Dean Moriarty                | Neal Cassady Sr.                      |
| Ponzo                            | ?                                     |
| “The famous director”            | Gregory La Cava                       |
| Terry                            | Bea Franco                            |
| Peaches                          | Ginger Chase                          |
| Dorie, “Tall redhead”            | Vicki Russell                         |
| Amy Moriarty                     | Catherine Cassady                     |
| Galatea Dunkel                   | Helen Hinkle                          |
| Lucille                          | Pauline                               |
| Tom Saybrook                     | Ed Stringham                          |
| Ian MacArthur                    | John Clellon Holmes                   |
| Damion                           | Lucien Carr                           |
| Mona                             | Rhoda                                 |
| Rollo Greb                       | Alan Ansen                            |
| Dodie Lee                        | Julie Burroughs                       |
| Ray Lee                          | William S. Burroughs Jr.              |
| Dale                             | Kells Elvins                          |
| Hal Hingham                      | Alan Harrington                       |
| Marie                            | Lorraine                              |
| Dorothy Johnson                  | Helen Tomson (moglie di Bill Tomson)  |
| Sam Brady                        | (cugino di Neal Cassady)              |
| Inez                             | Diana Hansen                          |
| Angel Luz García                 | José García Villa                     |
| Walter Evans                     | Walter Adams                          |
| Victor Villanueva                | Victor Tejeira                        |
| Jinny Jones                      | Jinny Baker Lehrman                   |
| Gene Dexter                      | Gene Pippin                           |
| Stan Shepard                     | Frank Jeffries                        |
| Victor                           | Gregorio                              |
| Laura                            | Joan Kerouac (nata Haverty)           |
| Joanie Moriarty                  | Jami Cassady                          |

## Le città

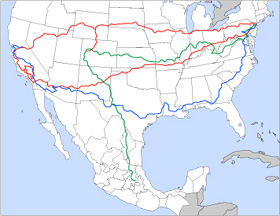
I viaggi di Kerouac: in rosso l'itinerario del 1947, in blu quello del 1949, in verde quello del 1950

Paterson, New Jersey è il luogo dove Sal vive con la zia, luogo nel quale progetta i suoi viaggi e dove trova rifugio sicuro dopo qualsiasi vagabondaggio:
(Jack Kerouac, On the Road, pg.30)
New York, è il luogo di partenza, dove si trova il Greenwich Village, luogo di raduno dell'élite intellettuale hipster. Qui troviamo per la prima volta Sal e Dean, viaggiare verso un appuntamento con due ragazze di colore che non si fecero vedere:
(Jack Kerouac, On the Road, pg.25)
Chicago, (Illinois), è luogo dal quale si dipana la route 66 verso Santa Monica, attraversando quasi in linea retta il territorio degli States. Sal a Chicago sente il vento venir dal Lago Michigan, va a sentire il Bebop di Charlie Parker e Miles Davis, nel quartiere Loop (downtown), fa lunghe passeggiate intorno alla South Halsted e alla North Clark e un'unica lunga camminata dopo mezzanotte nei quartieri malfamati:
(Jack Kerouac, On the Road, pg.32)
Davenport, Iowa, dove Sal vede per la prima volta il suo adorato fiume, Mississippi:
(Jack Kerouac, On the Road, pg.33)
A Des Moines, Iowa, Sal va all'YMCA per dormire ma non avevano stanze:
(Jack Kerouac, On the Road, pg.35)
A North Platte, Nebraska, Sal riceve un passaggio da un cowboy, che gli racconta della crisi del '29 e degli hobo:
(Jack Kerouac, On the Road, pg.38)
A Cheyenne, Wyoming, c'è la festa del Selvaggio West, che dura una settimana, una ragazza parla con Sal:
(Jack Kerouac, On the Road, pg.52)
Denver, Colorado, finalmente nella città dove abita Dean Moriatry. Sal prima di tutto va a dormire nella camera di Chad King e poi diventa ospite di Tim Gray. Incontra Carlo Marx che gli dà l'indirizzo di Dean. Seguono dieci giorni, come diceva W.C. Fields un noto comico, "gravidi di notevoli pericoli" e pazzeschi.
Central City, è il luogo di un'escursione in montagna, partita da Denver, che Sal fa con Babe Rawlins, sulla macchina del suo principale, con Ray Rawlins al volante, Tim Gray buttato dietro. Central City è una vecchia città mineraria chiamata un tempo "il più ricco miglio quadrato del mondo", poi, quando il filone d'argento era finito, era diventata una città fantasma, ma era stata recuperata al turismo. Dopo una festa, il gruppo decide di andarsene:
(Jack Kerouac, On the Road, pg.70)
A Sterling, in Colorado, si fermano a trovare Ed Wall, un amico agricoltore.
Salt Lake City, Utah è il luogo di nascita di Dean:
(Jack Kerouac, On the Road, pg.1)
Salt Lake City per Sal è un luogo di passaggio fino a Reno, Nevada, sulla Sierra Nevada e oltre fino ad arrivare alla Area della Baia di San Francisco.
(Jack Kerouac, On the Road, pg.73)
San Francisco, in California, è il polo opposto a New York, dove l'avanguardia si spostò, sulla collina dei pescatori italiani, di Little Italy, che originariamente abitavano la zona e vi sono in gran numero rimasti, conservando abitudini non ancora del tutto alienate.
Da Madera, California, a Fresno, dove dormono, a Selma.
Los Angeles, (California) è un altro punto d'arrivo ma solo questo:
«Diavolo, non lo sappiamo. Che importa?»»
(Jack Kerouac, On the Road, pg.42)
Da Prescott, in Arizona, ad Albuquerque, in Nuovo Messico, a Dalhart, in Texas.
Kansas City, nel Kansas, residenza di Charlie Parker.
Saint Louis, nel Missouri, sulla strada del ritorno:
(Jack Kerouac, On the Road, pg.114)
Indianapolis, nell'Indiana, di passaggio flirta con una ragazza che tornava dalla raccolta delle mele:
(Jack Kerouac, On the Road, pg.114)
Da Columbus, Ohio, a Pittsburgh, in Pennsylvania, a Washington e di nuovo a svernare a Paterson.

## Edizioni italiane
- Jack Kerouac, Sulla strada, traduzione di Magda de Cristofaro, introduzione di Fernanda Pivano, collana Medusa n. 420, Mondadori, Milano, 1959,  p. 398.
- Jack Kerouac, Sulla strada, traduzione di Magda de Cristofaro, introduzione di Fernanda Pivano, collana Oscar n. 103, Mondadori, Milano, 1967,  p. 378.
- Jack Kerouac, Sulla strada, traduzione di Magda de Cristofaro, in appendice Fernanda Pivano, La beat generation, collana Oscar classici moderni n. 20, Mondadori, Milano, 1989,  p. 378, ISBN 88-04-32581-X.
- Jack Kerouac, Sulla strada, a cura di Marisa Caramella, Leonardo, Milano, 1992,  p. 366, ISBN 88-355-0142-3.
- Jack Kerouac, Sulla strada, traduzione di Magda de Cristofaro, introduzione di Fernanda Pivano, collana Oscar narrativa n. 1543, Mondadori, Milano, 1995,  p. 378, ISBN 88-04-40406-X.
- Jack Kerouac, Sulla strada, traduzione di Magda de Cristofaro, introduzione di Fernanda Pivano, collana I miti n. 19, Mondadori, Milano, 1995,  p. 451, ISBN 88-04-41123-6.
- Jack Kerouac, On the Road. Il "rotolo" del 1951, traduzione di Michele Piumini, collana Oscar scrittori moderni, Mondadori, 2010,  p. 504, ISBN 978-88-04-59928-9.
- Jack Kerouac, Sulla strada, traduzione di Marisa Caramella, introduzione di Fernanda Pivano, collana Oscar classici moderni n. 20, Mondadori, Milano, 2006,  p. 389, ISBN 978-88-04-55517-9.

## Adattamenti cinematografici
- On the Road, regia di Walter Salles, sceneggiatura di José Rivera (2012)

## Influenza nella cultura di massa
Nel Topolino 3109 c'è un fumetto basato su questo romanzo con Dean Moriarty che compare come personaggio secondario.

## Curiosità
Nel disco dal vivo Album concerto, che riporta un concerto del 1979 di Francesco Guccini e dei Nomadi, c’è un gustoso siparietto di Guccini, di introduzione alla canzone Statale 17, che fa riferimento al romanzo:
(Francesco Guccini)